# Lucian Ilie
Lucian Ilie (Dâmbovița, 14 oktober 1967) is een Roemeens voormalig profvoetballer die als middenvelder speelde.
Ilie begon bij Rapid Boekarest. Hij vluchtte samen met twee teamgenoten  na een wedstrijd in Zweden om de Intertoto Cup tegen Örgryte IS en vroeg asiel aan. In Zweden speelde hij een seizoen voor Jönköpings Södra IF en daarna kwam hij in België bij KV Mechelen waar hij niet veel aan bod kwam. Hierna kwam Ilie naar Nederland waar hij speelde bij FC Wageningen, FC Groningen, BV Veendam en FC Zwolle. Hij scoorde het laatste doelpunt in de geschiedenis van FC Wageningen. Ilie sloot af bij amateurclub DVS '33. Anno 2015 is hij jeugdtrainer in Qatar.

## Statistieken
| Seizoen | Club                | Land      | Competitie     | Wed.      | Goals     |
| ------- | ------------------- | --------- | -------------- | --------- | --------- |
| 1987/88 | Rapid Boekarest     | Roemenië  | Liga I         | –         | –         |
| 1988/89 | Rapid Boekarest     | Roemenië  | Liga I         | –         | –         |
| 1989/90 | Jönköpings Södra IF | Zweden    | Veikkausliiga  | 20        | 6         |
| 1990/91 | KV Mechelen         | België    | Eerste klasse  | 4         | 0         |
| 1991/92 | FC Wageningen       | Nederland | Eerste divisie | 16        | 1         |
| 1992/93 | FC Groningen        | Nederland | Eredivisie     | 32        | 1         |
| 1993/94 | BV Veendam          | Nederland | Eerste divisie | 30        | 1         |
| 1994/95 | BV Veendam          | Nederland | Eerste divisie | 32        | 2         |
| 1995/96 | FC Zwolle           | Nederland | Eerste divisie | 34        | 7         |
| 1996/97 | FC Zwolle           | Nederland | Eerste divisie | 30        | 4         |
| 1997/98 | Geen club           | Geen club | Geen club      | Geen club | Geen club |
| 1998/99 | BV Veendam          | Nederland | Eerste divisie | 25        | 0         |
| 1999/00 | BV Veendam          | Nederland | Eerste divisie | 24        | 1         |
| Totaal  | Totaal              | Totaal    | Totaal         | 292       | 46        |